# 钩纯蛛
钩纯蛛（学名：Castianeira hamulata）为圆颚蛛科纯蛛属的动物。在中国大陆，分布于湖北等地。该物种的模式产地在湖北宣恩、咸丰。

## 外部連結
- 維基物種上的相關：钩纯蛛